# F1 2017 (jogo eletrônico)
F1 2017 é um jogo eletrônico de corrida desenvolvido e publicado pela Codemasters. Foi lançado para PlayStation 4, Xbox One e Windows em 25 de agosto de 2017. O jogo é baseado na temporada de Fórmula 1 de 2017, e inclui todos os vinte circuitos, vinte pilotos de dez equipes competindo na temporada. F1 2017 é a nona edição da franquia de jogos eletrônicos da Fórmula 1 desenvolvida pela Codemasters.

## Recursos
O jogo apresenta um modo expandido de gestão de equipes, que oferece aos jogadores mais controle sobre pesquisa e desenvolvimento de peças de carros. Componentes de motores e caixas de câmbio estão sujeitos a desgaste e acabarão falhando, com os jogadores recebendo penalidades no grid de largada por exceder sua cota de componentes.
A Federação Internacional de Automobilismo (FIA)—o órgão internacional de automobilismo—apoiará F1 2017 como uma plataforma para eSports, seguindo movimentos semelhantes pela Fórmula E e pelo Campeonato Mundial de Rali. Uma variedade de corrida são os formatos disponíveis para os jogadores depois que os detentores comerciais do esporte manifestaram interesse em utilizar o jogo para teste de formatos de corrida potenciais. O jogo apresenta carros históricos de Formula 1—que foram incluídos pela última vez no jogo F1 2013—elaborado de 1988 a 2010.

## Recepção
A recepção inicial do jogo foi positiva, com a revista de esportes a motor Autosport elogiando-a por adicionar fundo a todos os recursos introduzidos em F1 2016. The Telegraph elogiou o jogo por suas atualizações em títulos anteriores, chamando-o de um dos melhores jogos da Codemasters. IGN foi da mesma forma complementar por ser fiel aos detalhes de seu assunto, enquanto a revisão da Gamespot repercutiu a resposta da Autosport.[carece de fontes?]
O jogo chegou à segunda posição no gráfico de vendas do Reino Unido.